# フィブロネクチン
フィブロネクチン（Fibronectin、略称: FN、Fn、fn、FN1）は、巨大な糖タンパク質で、細胞接着分子である。ヒト由来や哺乳動物由来のフィブロネクチンがよく研究されている。以下は、主にヒト由来フィブロネクチンの知見である。単量体は2,146-2,325アミノ酸残基からなり、分子量は210-250kDaである。
細胞接着分子として、in vitroで、細胞の接着、成長、移動、分化を促進することから、in vivoで、細胞の細胞外マトリックスへの接着、結合組織の形成・保持、創傷治癒、胚発生での組織や器官の形態・区画の形成・維持など、脊椎動物の正常な生命機能を支える多くの機能があると考えられている。フィブロネクチンの発現異常、分解、器質化は、ガンや線維化（線維症）をはじめとする多くの疾患の病理に関連している。
フィブロネクチンは、細胞膜上の受容体タンパク質であるインテグリンと結合する。また、コラーゲン、フィブリン、ヘパラン硫酸プロテオグリカン（たとえばシンデカン）などと結合し、細胞外マトリックスを形成する。

## 分類
フィブロネクチンは、血漿フィブロネクチン、細胞性フィブロネクチン、胎児性フィブロネクチン、単鎖フィブロネクチンの4種類がある。
- 血漿フィブロネクチン（plasma fibronectin、pFN）は、肝臓の肝細胞によって合成され、可溶性の二量体糖タンパク質として血漿・血清に存在する。血漿中の主要なタンパク質成分（0.3㎎/ml）の1つである。
- 細胞性フィブロネクチン（cellular fibronectin、cFN）は、線維芽細胞をはじめとする種々の細胞で合成され、可溶性の二量体として細胞外に分泌された後、培養細胞表面や動物組織（結合組織など）に細胞外マトリックスとして不溶性の多量体糖タンパク質として沈着する。
- 胎児性フィブロネクチン（fetal fibronectin、fFN）は、胎児細胞が合成し、可溶性の二量体として羊水中に存在する。
- 単鎖フィブロネクチン（single-chain fibronectin）は、C末端近くの2個のシステイン部分を欠くのでS–S 結合（ジスルフィド結合）ができず、単鎖になるフィブロネクチンである。「V領域」や「モジュール」とはなにかを後で解説するが、14番目と15番目の間のV領域（可変領域）、III型モジュールの15番目、I型モジュールの10番目、これら3つのモジュールを選択的スプライシングで同時に欠く単鎖フィブロネクチン分子として、1996年、ウマ軟骨組織に見つかった[8][9]。2001年、C末端側の半分がなく、単量体分子量が上記の半分で多量体にならない独特な単鎖フィブロネクチンがゼブラフィッシュ（zebrafish）に見つかり[10]、マウスやヒトにも見つかった[11]。なお、ゼブラフィッシュは、血漿フィブロネクチンも別にある[12]。

単鎖フィブロネクチンは、研究報告が少ないので、本記事では、例外的に扱い、以下の記述では対象外とした。
フィブロネクチンの遺伝子は1つだが、フィブロネクチンmRNA前駆体は選択的スプライシングを受け数十種類ある。したがって、翻訳されたフィブロネクチン・タンパク質アイソフォーム（一部だけが異なるタンパク質）は数十種類になる。このことで、一次構造の異なる上記4種類のフィブロネクチン分子が造られる。選択的スプライシングによる数十種類のアイソフォーム、さらに、付加する糖鎖の多様性を考慮すれば、微妙に異なる多くのフィブロネクチン分子が存在し、生体内での機能が微妙に調節されていると思われる。

## 発見
フィブロネクチンは「血液凝固」の研究分野、「細胞がん化」の研究分野の2つの研究分野で別々に発見され、さらに、「細胞接着分子」の研究分野でも探索されていた。タンパク質が同定され、求めていた分子が同一であることがわかり、研究分野が統合された。

### 血液凝固関連タンパク質として
血液凝固の生化学的研究は、19世紀に開始され20世紀には様々な凝固・線溶系因子が発見された。
1948年、米国のモリソン（P.R. Morrison）は、凝固・線溶系・タンパク質の1つを発見し、低温（4 ℃）で沈殿し、高温（37 ℃）で溶けることから、寒冷不溶性グロブリン（cold insoluble globulin：CIg、シーアイジーと読む）と命名した。
寒冷不溶性グロブリンは、22年後の1970年に精製され、タンパク質としての性状が報告された。抗体も作成され、血漿中濃度は0.3 mg/mLだが、血清中濃度が0.2 mg/mLなので、凝固に伴って減少する、つまり、血液凝固因子だろうと推察された。
数年後の1978年、寒冷不溶性グロブリンは、フィブロネクチンという名称に統合された。

### がん化関連タンパク質として
1970年代前半、細胞のがん化は、細胞表面の糖やタンパク質の変化と関係しているのではないかと想定され、多くの研究者が研究を開始した。1973年、欧米のいくつかの研究室が、独立に、後にフィブロネクチンと呼ばれるタンパク質を発見した。
1973年、英国 王立がん研究基金 のリチャード・ハインズ(Richard O. Hynes)は、1972年に開発された細胞表面タンパク質標識法をハムスターの継代培養細胞に応用し、正常細胞とがん細胞の細胞表面のタンパク質を比較した。すると、正常細胞は細胞のがん化に伴い分子量230kDの巨大なタンパク質が欠損することを発見した。これを、「巨大で，細胞外にある，がん化感受性のタンパク質(large external transformation sensitive protein)」と命名し、頭文字をとって「LETS protein（レッツ・タンパク質）」と呼んだ。
1973年、ワシントン大学の箱守仙一郎は、細胞表面の糖タンパク質標識法を自分で開発し、細胞のがん化に伴う細胞表面の糖タンパク質の変化を調べた。その結果、がん化に伴い細胞表面から消失する糖タンパク質を発見し「ガラクトプロテインa(galactoprotein a)」と命名した。
1973年、フィンランド・ヘルシンキ大学のヴァヘーリ（A. Vaheri）とエルキ・ルースラーティは、ニワトリ線維芽細胞の抗体を用いて、細胞表面にある新しい抗原・タンパク質を発見した。「線維芽細胞(fibroblast)の細胞表面(surface)にある抗原(antigen)」に因んで、このタンパク質を「線維芽細胞表面抗原（fibroblast surface antigen：SFA）」と命名した。翌年、「線維芽細胞表面抗原」は細胞のがん化に伴い細胞表面から消失する糖タンパク質だということを発見した。さらに翌・1975年、「線維芽細胞表面抗原」は寒冷不溶性グロブリンと同じタンパク質であることを証明した。
1974年、米国・オレゴン大学のケネス・ヤマダ(K. M. Yamada)はニワトリ線維芽細胞の細胞表面の主要な糖タンパク質を、生化学的実験に耐える量の数十μgを精製し、「細胞表面タンパク質（cell surface protein：CSP）」と命名した。「細胞表面タンパク質（CSP）」は、「レッツ・タンパク質」、「ガラクトプロテインa」「線維芽細胞表面抗原」と同一分子だった。
同時期、他の研究者も、同等のタンパク質を発見し、「Z-プロテイン」、「L1バンドタンパク質」、「バンドⅠタンパク質」などと命名した。
数年後の1978年、これらは、フィブロネクチンという名称に統合された。

### 細胞接着分子として
1940年代に確立した動物細胞培養法では、アミノ酸、糖、pH緩衝液成分、ビタミン、無機塩類などの合成培地に、10%程度の動物血清（ウシ胎児血清を多用）を添加し、培地としていた。動物血清を添加しないと、動物細胞は増殖できなかった。動物血清は、細胞増殖因子の供給、pH緩衝作用、細胞傷害因子の中和などの役割を果たすが、細胞接着分子の供給もその1つである。というのは、多くの動物細胞は、培養容器の底に接着し伸展なければ増殖できない。培養細胞のこの性質は足場依存性（anchorage dependence）と呼ばれている。
細胞接着を担う因子は、撒かれた細胞が培養容器の底に接着し増殖すれば、自分で合成・分泌する場合もある（線維芽細胞など）。しかし、撒かれたばかりの細胞は自分ではもっていないので、培地として加える動物血清の中の細胞接着分子に依存して培養容器の底に接着する。
動物細胞培養に用いる動物血清は、様々な成長因子やホルモンが含まれ、微量成分は正確には不明であり、製品にばらつきがでる。研究目的によっては問題が生じる。さらに、動物血清の供給量に限界があるため高価である。それで、米国のゴードン・サトー（Gordon H. Sato）を中心に、1970年代から、動物血清中の有効成分を生化学的に同定し、合成培地に添加することで、細胞を増殖させる無血清培養法が模索されていた。
その流れの中で、動物血清中の細胞接着分子を同定する研究が行なわれた。しかし、細胞接着分子を同定する前の1976年頃、血清中のフィブロネクチンに細胞接着活性があることが発見され、血清中の細胞接着分子の探索は途中で終わってしまった。

### 細胞接着活性の発見
フィブロネクチンの細胞接着活性は、欧米のいくつかの研究室が、独立に同時に発見した。代表例をあげると、1976年、米国・NIH・国立がん研究所に移籍していたケネス・ヤマダがフィブロネクチンの細胞接着活性を発見した。1978年、総説にまとめている。
細胞接着活性の発見とその簡便・容易な定量法の確立で、以後、フィブロネクチンは細胞接着分子（細胞接着性糖タンパク質、細胞接着タンパク質など）と総称されるようになる。さらに、その後、ラミニン、ビトロネクチンなど、フィブロネクチン以外の細胞接着分子がたくさん発見されていく。そして、実は、培養細胞の足場依存性（anchorage dependence）を支える動物血清中の細胞接着分子は、現在、主にビトロネクチンだと考えられている（あるいはビトロネクチン＋フィブロネクチンの両方）。

### 胎児性フィブロネクチン
1976年、細胞性フィブロネクチンや血漿フィブロネクチンと少し異なるフィブロネクチンが羊水中に見つかり、羊水フィブロネクチン (amniotic fluid fibronectin) と命名された。後に胎児性フィブロネクチンと呼ばれるフィブロネクチンである。

### フィブロネクチンへと名称統合
1976年、ヴァヘーリとエルキ・ルースラーティは、「線維芽細胞表面抗原（fibroblast surface antigen：SFA）」を、現在使用されている名称の「フィブロネクチン(fibronectin)」と改名した。名称の由来は、ラテン語の「fibra」（英語のfiber、つまり、線維）とラテン語の「nectere」（英語のconnect、link、つまり、結合する）を一緒にした造語である。名称の意図は、細胞外マトリックスの「線維」性高分子であるコラーゲンやフィブリンに「結合する」タンパク質ということだ。
「フィブロネクチン（fibronectin）」という名称は、この分野の研究者にすぐに受け入れられ、普及した。1978年以降、多くの研究者は、「寒冷不溶性グロブリン」、「レッツ・タンパク質」、「ガラクトプロテインa」、「線維芽細胞表面抗原」、「細胞表面タンパク質（CSP）」、他の呼称の相当分子を、フィブロネクチンと呼んだ。

## 存在
ヒトを例に存在部位を示す。
- 細胞
  - 線維芽細胞と肝細胞が典型的な合成細胞だが、未分化軟骨細胞、筋細胞、好中球、マクロファージ、シュワン細胞、ケラチノサイト、上皮細胞などほとんどすべての細胞がフィブロネクチンを合成し細部外に分泌する。神経細胞、神経堤細胞などは合成しない。
- 体液中
  - 血漿中に約0.3 mg/mL、血清中に約0.2 mg/mL。ただし、細胞培養に用いるウシ胎児血清では約0.03 mg/mLと成牛血清の1/10の濃度である。精液には血漿の数倍の高濃度で存在し、羊水には約0.08 mg/mLの濃度で存在する。健常人の関節の滑液に約0.15 mg/mLある。慢性関節リウマチになるとその倍の濃度になる。尿、乳、唾液、眼の水様体、脳脊髄液などには数μg/mLの低濃度であるが存在する。
- 器官・組織レベル
  - 体液（上記）と、腎、脳、筋肉、軟骨などほぼすべての器官の結合組織や基底膜に存在する。

生物種による分布では、ヒトはもちろん、哺乳動物、鳥類、両生類、魚類、は虫類に存在する。無脊椎動物のショウジョウバエ、ウニ、にも見つかっている。海綿も報告されているが、データは充分ではない。単細胞生物（含・原生動物）、原核生物（含・細菌）、植物には見つかっていない。

## 結合分子
フィブロネクチンは、多くのタンパク質と結合する。
- 第一群：細胞表面タンパク質
  - 細胞膜上の受容体タンパク質であるインテグリンと結合する。
  - リンパ球の細胞表面タンパク質・CD44。フィブロネクチンのヘパリン結合ドメインに結合する[26]。
- 第二群：細胞外マトリックスを形成する生体高分子
  - 各型のコラーゲン（その変性物のゼラチン）、VII型コラーゲン[27][28]
  - テネイシン[29]
  - フィブリン
  - ヘパリン、ヘパラン硫酸プロテオグリカン（たとえばシンデカン）
- 第三群：細菌・ウイルス
  - 黄色ブドウ球菌(Staphylococcus aureus)。細胞壁にフィブロネクチン結合因子がある[30]。
  - 表皮ブドウ球菌(Staphylococcus epidermidis)。
  - ボレリア(Borrelia hermsii)。スピロヘータの一種で、ライム病の病原体[31]。
  - 腸球菌のEnterococcus faecalis[32]。
  - レトロウイルスの エンベロープタンパク質[33]。
- 第四群：血液凝固
  - フィブリノーゲン[34]
  - 第XIII因子[35]
- 第五群：その他
  - リポタンパク質(a)[36]
  - インスリン様成長因子結合タンパク質3（IGFBP3）[37][38]。インスリン様成長因子-I（IGF-I）は、血液中の濃度が高いほど、前立腺がん、乳がん、大腸がんのリスクが高くなる。インスリン様成長因子結合タンパク質-3（IGFBP-3）は、血液中でIGF-I、IGF-IIに結合している。
  - 組織トランスグルタミナーゼ(transglutaminase, TGase)
  - LDL（低比重リポタンパク質）受容体 (LRP、low density lipoprotein receptor related protein)[39]。
  - ジペプチジル・ペプチダーゼ（英語版）IV (DPP-IV、CD26)。ジペプチジル・ペプチダーゼIVは、細胞表面膜に組み込まれた110kDaの酵素・タンパク質である。二量体が活性型で、血液中にも存在する。細胞表面膜のジペプチジル・ペプチダーゼIVがフィブロネクチンに結合する[40][41][42]。
  - テトラスパニンの１つ CD9（英語版）[43]。テトラスパニンは細胞膜貫通タンパク質で、多細胞体制のほとんどの真核細胞にある。細胞間情報伝達、細胞膜融合など関係しているが役割は不明。

## 構造
フィブロネクチンの構造を階層構造で理解するとわかりやすい。フィブロネクチンの階層構造は、遺伝子 → エクソン（選択的スプライシング） → 塩基配列 → 一次構造（翻訳後修飾の糖鎖付加） → モジュール構造 → ドメイン構造 → 多量体である。

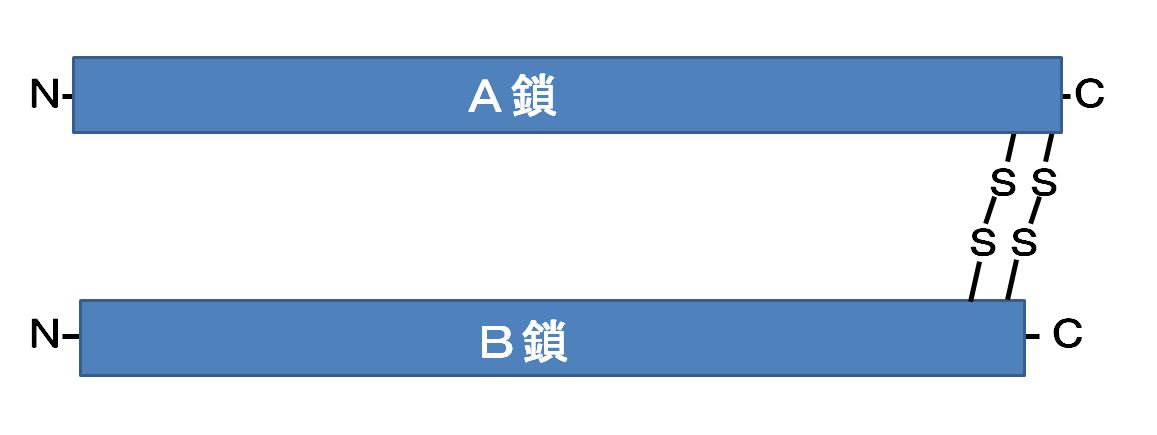
図1．フィブロネクチンのヘテロ二量体構造。図2、図3と対比

血漿フィブロネクチン、細胞性フィブロネクチン、胎児性フィブロネクチンの3種とも、単量体は2,146-2,325アミノ酸残基からなり、分子量は210-250kDaである。血漿フィブロネクチンと胎児性フィブロネクチンはヘテロ二量体で分子量は約440kDa、細胞性フィブロネクチンはさらに巨大な多量体である。
ヘテロ二量体のポリペプチドをA鎖とB鎖とすると、C末端近くの2個のシステインがS–S結合（ジスルフィド結合）を介してA鎖とB鎖は結合している（図1）。A鎖とB鎖の一次構造はほとんど同じだが、B鎖の分子量は少し小さく、A鎖の一部が欠失している。

### 一次構造・塩基配列
1983年、デンマーク・オーフス大学のトーベン・ピーターセン（Torben E. Petersen） らは、単量体分子量210-250 kDaのフィブロネクチンを、タンパク質化学の手法で一次構造を解析し、まだ半分（当時の推定アミノ酸残基数1,880個の内、911個）しか解析が終わっていなかったが、論文として発表した。3年後の1986年、ようやく、全一次構造を発表した。、
解析が半分しか終わっていないのに1983年に論文を発表したのは、前年、米国の研究室がタンパク質化学の手法で一次構造の一部発表していたこともある。そして、さらに重要なのは、その頃、簡便・迅速なDNAシークエンシングから一次構造を決定する手法が世界の研究室に導入され始めていたためである。つまり、フィブロネクチンの一次構造解明は、1983年頃、激しい競争下の先陣争いの最中だった。
実際、1983年、英国のオックスフォード大学のフランシスコ・バラレ（Francisco E.Baralle）研究室がcDNAクローンを分離し、DNAシークエンシングの一部を発表した。同年、米国・マサチューセッツ工科大学のリチャード・ハインズの研究室も、DNAシークエンシングから、フィブロネクチンの一次構造を発表した。
そしてついに、1985年、英国のオックスフォード大学のフランシスコ・バラレ（Francisco E.Baralle）研究室がフィブロネクチンの一次構造を発表した。

### ドメイン構造
フィブロネクチンの階層構造の一部を再掲すると、「一次構造（翻訳後修飾の糖鎖付加） → モジュール構造 → ドメイン構造」だが、 モジュール構造の前にドメイン構造を理解した方がわかりやすいので、ドメイン構造を先に書く。

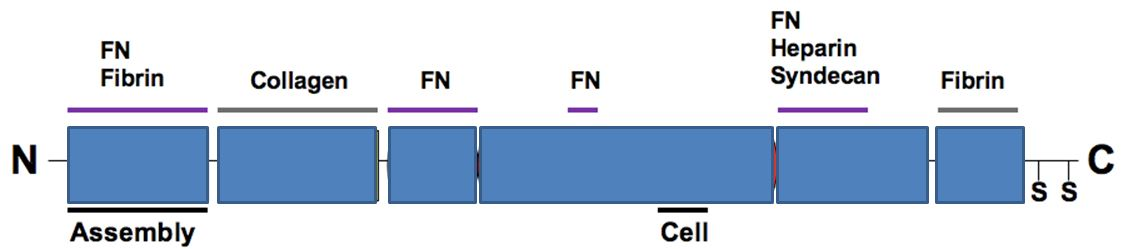
図2．フィブロネクチンのドメイン構造。図1のA鎖を使用。図1、図3と対比

1980年頃、フィブロネクチンのヘパリン結合部位やコラーゲン結合部位が、フィブロネクチン分子の断片に担われていることがわかってきた。フィブロネクチン分子のプロテアーゼ処理で得た断片がヘパリンやコラーゲンに結合した。このことから、フィブロネクチン分子は、特定の結合部位（=ドメイン{）がじゅず玉のように直線的につながっている「フィブロネクチンのドメイン構造説」が有力になってきた。
1981年、スイスのエンゲル（Engel, J）がドイツのティンプル（Timpl, R）らと共同で、透過型電子顕微鏡のロータリーシャドウイング法で個々のフィブロネクチン分子を観察することに成功した。フィブロネクチン分子1つは、全体にVの形をとり、長さ約130 nmの糸で太さ2-3 nmだが、長軸に沿ってところどころ曲がっていた。
プロテアーゼ処理断片、電子顕微鏡像、断片の結合活性という別々の研究手法の結果は、どれも、フィブロネクチン分子はいくつかの構造的・機能的ドメインがじゅず玉のように直線的につながっていることを示していた。しかし、全体像がなかなかつかめなかった。米国の西海岸のワシントン大学・箱守仙一郎研究室の関口清俊がこの解析に貢献し、NIH・国立がん研究所・ケネス・ヤマダ研究室で林正男が、ヘパリン結合ドメインを皮切りに、未解決のドメインを解明し、全ドメイン構造を完成した。
フィブロネクチンのドメイン構造を、単量体のN末端からC末端に向けて説明する（図2）。
- N末端側にフィブリン、ヘパリン、黄色ブドウ球菌、第XIII因子に結合する29 kDaのドメインがある。ここはフィブロネクチンの自己会合ドメインでもある。「会合（アセンブリー)ドメイン」とも呼ばれ、フィブロネクチンが自己会合するのに必要なドメインである。
- 次いで、コラーゲン（およびゼラチン）、組織トランスグルタミナーゼ (transglutaminase, TGase) に結合する43 kDaのドメインがある。
- 次に約20 kDaの自己会合ドメインがある。
- さらに、細胞に結合する約100 kDaの細胞接着ドメインがある。
- さらに、ヘパリン、シンデカン、フィビュリン-1（fibulin-1、フィブリンとは別の細胞外マトリックス分子）、レトロウイルス、ジペプチジル・ペプチダーゼIVに結合する約38 kDaまたは24 kDaのドメインがある。
- そして、フィブリンに結合する約34 kDaのドメインがある。
- 最後にA鎖とB鎖を2個のシステインがS–S結合（ジスルフィド結合）を介して結ぶC末端の約5 kDaの部分となる。

### モジュール構造

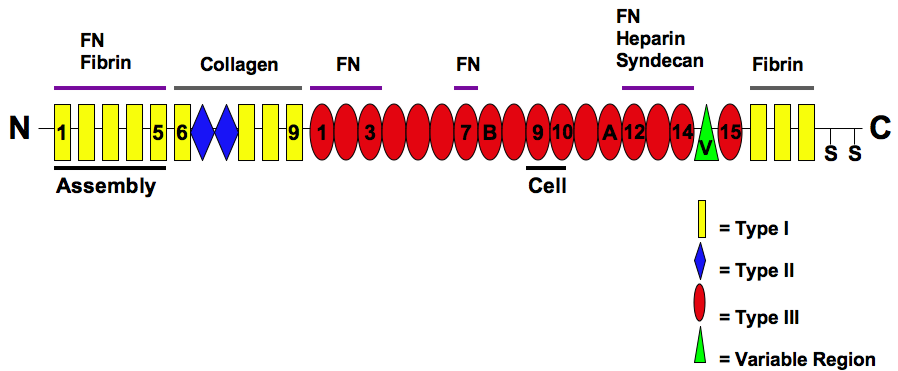
図3．フィブロネクチンのモジュール構造。図1のA鎖がベース。図1、図2、図4と対比

1983年、デンマーク・オーフス大学のトーベン・ピーターセン（Torben E. Petersen）らが、フィブロネクチンの一次構造の半分（推定1,880個の内、911個）を解析した論文で、フィブロネクチンの一次構造に3種類の内部ホモロジー（モジュール（module））が存在することを発見し、フィブロネクチンI型モジュール、フィブロネクチンII型モジュール、フィブロネクチンIII型モジュールと命名した。
フィブロネクチンI型モジュール、フィブロネクチンII型モジュール、フィブロネクチンIII型モジュールは、DNAシークエンシングから、フィブロネクチンの一次構造を決定した時にも確認された。
現在の知見では、I型モジュールが12個、II型モジュールが2個、III型モジュールが15～17個ある。すべてのモジュールは2つの逆平行βシートで構成されているが、I型およびII型モジュールは、2個のシステインがS–S 結合（ジスルフィド結合）を介してつながったシスチンを2つもつ。ジスルフィド結合の存在で構造が安定している。III型モジュール内にはジスルフィド結合をもたない。これによって、適当な外力が加わった際に部分的なアンフォールディングが起こりる。
1つのドメインは、数個〜10個のモジュールが集まって形成されている。

### 選択的スプライシング

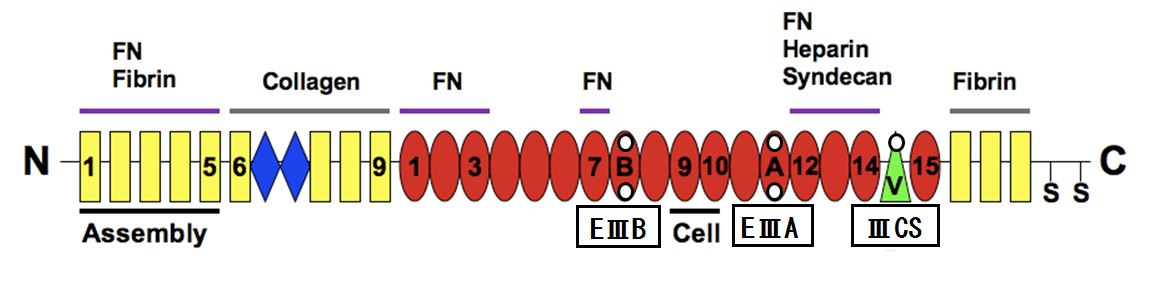
図4．フィブロネクチンの選択的スプライシング。図3と対比。白丸印の3つのモジュール、四角で囲ったEIIIB、EIIIA、IIICSに注目

フィブロネクチンの3か所で選択的スプライシングが起こることにより、数十種類の異なるフィブロネクチン・タンパク質アイソフォーム（一部だけが異なるタンパク質）が作られる。上記で、III型モジュールの個数を15〜17個と書いたのは、個数が曖昧だからではない。選択的スプライシングによって、III型モジュールが15個、16個、17個のフィブロネクチンが存在するからである。
III型モジュールの7番目と8番目の間のEIIIB（ヒトではEDB）、11番目と12番目の間のEIIIA（ヒトではEDA）、14番目と15番目の間のV領域（可変領域）のIIICS（スリーシーエスと読む）の3か所で、以下の選択的スプライシングが起こる。なお、「E」は「エクストラ（extra）」の「E」であり、「D」は「ドメイン（domain）」の「D」、「CS」は「コネクティング・セグメント（connecting segment）」の「CS」である。
- EIIIB（EDB）は、全部翻訳されるか、全部翻訳されないかの2択。
- EIIIA（EDA）も、全部翻訳されるか、全部翻訳されないかの2択。
- IIICSは、3種類の部分的な翻訳と、全部翻訳されるか、全部翻訳されないかの、計5択。

細胞性フィブロネクチンにはEIIIBとEIIIAのどちらかまたは両方が存在する。血漿フィブロネクチンにはEIIIBとEIIIAのどちらも存在しない。V領域（可変領域、IIICS）はα4β1インテグリンとの結合領域を含んでおり、ほとんどの細胞性フィブロネクチンに存在するが、血漿フィブロネクチンでは一方のサブユニット（A鎖）にしか存在しない。
構造的な変化として、フィブロネクチン単量体の長さに変異が生じるが、より重要なのは、このことによる機能の変化である。生体は選択的スプライシングを巧みに駆使することで、フィブロネクチン遺伝子は1つなのに、多様なタンパク質を作り、時間的・空間的に必要な機能調節を果たしていると推定される。

## 細胞接着モチーフ
フィブロネクチンの細胞結合の仕組みは特に関心を持たれた。
1970年代まで、細胞接着は、細胞は非特異的な分子間引力・結合力、つまり、万能の「のり」物質によって接着している、あるいは、細胞表面の＋－の電気的な親和力と万能の「のり」物質とで接着していると思われていた。というのは、「細胞‐基質接着」では、1970年代、アミノ酸・リジンのポリマーポリリジン（polylysine)を培養プラスチック容器の表面にコートし、細胞の接着性を向上させ、細胞培養を行なうことが普通に行われていた。ポリリジンは＋荷電した高分子である。それで、細胞接着は非特異的だと考えられていた。
しかし、非特異的な万能「のり」や電気的な親和力では、細胞接着（細胞選別）の特異性を説明しにくい。

### RGD配列とインテグリン
フィブロネクチンのドメイン構造説が有力になるにつれ、1980年代前半、フィブロネクチンの細胞接着活性も特定のドメインに存在するのではないかと思う研究者が現れた。米国のエルキ・ルースラーティ（E. Ruoslahti ）はその1人で、1984年、「フィブロネクチンの細胞接着部位はたった4つのアミノ酸Arg-Gly-Asp-Ser（RGDS）(RGD配列)に担われている」という驚くべき結果を発表した。RGD配列は、次の「モジュール構造」で述べる10番目のフィブロネクチンIII型モジュールであるIII10に局在している。
細胞接着は、このRGD配列が細胞膜上に存在するフィブロネクチン・受容体分子のインテグリンα5β1に結合するために起こるのである。

### 他の細胞接着配列とインテグリン
1984年、10番目のフィブロネクチンIII型モジュールのRGD配列が報告されたが、RGD配列は、モル比に換算した比活性では、フィブロネクチン分子全体の1／30の活性しかない。主要な活性部位は別があるのではないかと、第二の細胞接着活性部位が探索された。
1986年、NIH・国立がん研究所・ケネス・ヤマダ研究室のマーチン・ハンフリーは、RGD配列のあるIII10以外にIIICSのCS1部分に細胞接着部位を見つけ、最少配列をREDV配列（Arg-Glu-Asp-Val）と決定した。1991年、同研究室のコモリヤ・アキラ（Komoriya Akira）はIIICSのCS5部分の細胞接着配列をLDV配列（Leu-Asp-Val）と決定した。
さらに、9番目のフィブロネクチンIII型モジュールであるIII9に相乗作用効果があり、1つのフィブロネクチン分子に複数の細胞結合部位・調節部位があることがわかってきた。細胞結合部位・調節部位に対応するのは細胞表面のインテグリンであり、上記以外を含めて表に示す（表1）。
| モジュール | アミノ酸配列 | インテグリン                                          |
| ---------- | ------------ | ----------------------------------------------------- |
| I5         | NGR/isoDGR   | α5β1、αvβ3                                            |
| III5       | PRAQI/KLDAPT | α4β1、α4β7                                            |
| EIIIB      | AGEGIP       | 不明                                                  |
| III8       | KNEED        | 不明                                                  |
| III9       | PHSRN        | RGD部位の相乗作用効果                                 |
| III10      | RGD          | α5β1、αvβ3、αvβ5,αvβ6、 αvβ1,α3β1、α5β1、α8β1、αIIbβ3 |
| EIIIA      | EDGIHEL      | α4β1、α9β1                                            |
| III14      | PRARI/IDAPS  | α4β1                                                  |
| IIICS(CS1) | LDV          | α4β1、α4β7                                            |
| IIICS(CS5) | REDV         | α4β1、α4β7                                            |

## 糖鎖

### 血漿フィブロネクチンと細胞性フィブロネクチンの糖鎖
フィブロネクチンは糖タンパク質で、ポリペプチド鎖の翻訳後修飾として酵素によって、グリコシド結合で糖鎖付加（グリコシル化）される。糖タンパク質のグリコシル化には、以下の2つの型がある。
N-結合型
アスパラギン側鎖のアミドのN原子に糖鎖付加する。
フィブロネクチンでは、2番目のII型モジュール、8番目のI型モジュール、3番目、5番目、7番目のIII型モジュール、V領域に付加している。
O-結合型
セリンとトレオニン側鎖のヒドロキシ基のO原子に糖鎖付加する。
フィブロネクチンでは、V領域のトレオニン側鎖に付加している。
複雑なことに、生物種によって付加した糖鎖の組成が異なる。また、同じ生物種でも血漿フィブロネクチンと細胞性フィブロネクチンで糖鎖の組成が少し異なる。
血漿フィブロネクチンや細胞性フィブロネクチンの結合糖鎖の生物学的な役割は、糖鎖構造との関連では解明されていない。糖鎖を十把一絡げに、タンパク質分解酵素からフィブロネクチンを保護する作用 と熱耐性の作用があるとされているだけだ。

### 羊水フィブロネクチンの糖鎖
一方、羊水フィブロネクチンの糖鎖は事情が少し異なり、臨床医学的に重要である。まず、含量は、血漿フィブロネクチンや細胞性フィブロネクチンが5.8%のところ、羊水フィブロネクチンは9.5〜9.6%と糖鎖が多い。
羊水フィブロネクチンには、血漿フィブロネクチンの糖鎖プラス、以下の糖鎖がある。
1985年、ワシントン大学の箱守仙一郎研究室の松浦秀充（Matsuura Hidemitsu）は、癌胎児性フィブロネクチン（＝羊水フィブロネクチン）に反応し、細胞性フィブロネクチンや血漿フィブロネクチンに反応しないモノクローナル抗体・FDC-6を作成した。
1989年、松浦、Greene、箱守は、FDC-6のエピトープが、C末端のヘパリン結合部位とフィブリン結合部位の間のフィブロネクチンIII型ドメインの1つであるIIICSに存在することを突き止めた。構造は、Val-Thr-His-Pro-Gly-TyrのThr（トレオニン）にα-N-アセチルガラクトサミンが結合した構造だと同定した。このエピトープは、癌胎児性フィブロネクチンに特異的に存在し、細胞性フィブロネクチンや血漿フィブロネクチンには存在しなかった。このことで、癌胎児性フィブロネクチンを特異的に検出できる手段を得たことになる。松浦らは、この抗体の特許を取得した。

この抗体を利用したのが、産科で早産の検査に行なわれるフィブロネクチン検査である。フィブロネクチン検査は米国でも日本でも普及している。
細胞はがん化すると糖タンパク質の糖鎖が正常と異なる。がん組織も同様である。それで、フィブロネクチンの糖鎖の変化に着目してがんの診断に応用しようと試みされているが、臨床検査に導入されるまでの研究成果は得られていない。

## 多量体形成と活性化

### 細胞性フィブロネクチン
細胞性フィブロネクチンは、線維芽細胞をはじめとする種々の細胞から可溶性の二量体として分泌されたあと、細胞が関与する複雑な過程を経て不溶性の線維性細胞外マトリックスとして集積する。
その複雑な過程は、可溶性のフィブロネクチン二量体が分泌され、細胞表面のインテグリンα5β1に結合することから始まる。この結合に刺激され、インテグリン分子が細胞表面に斑点状に。密集は、細胞伸展で生じる接着構造の1つである焦点接着(focal adhesion)と同じと考えてよい。密集部位でインテグリンに結合したフィブロネクチンの局所的な濃度が高くなると、その場の多数のフィブロネクチン分子どうしが相互作用しやすくなる。
細胞は細胞膜上にインテグリンを密集させる過程でインテグリンに結合したフィブロネクチン分子を引っ張る。すると、インテグリンに結合したフィブロネクチンは、折りたたまれた形から引き伸ばされる。つまり、二量体が開き、折りたたまれて分子内に隠れていたフィブロネクチン会合部位が、分子表面に暴露される。それで、周囲の他のフィブロネクチン分子が次々と会合する。会合が進むと、フィブロネクチン分子会合体は、可溶性から不溶性へと移行する。これら一連の過程は、フィブロネクチン線維化（fibronectin fibrillogenesis）と命名された。
さらに、この過程で、フィブロネクチンにヘパラン硫酸プロテオグリカンなどの細胞外マトリックス高分子が結合する。そこにさらに他のフィブロネクチン分子が会合し、不溶性の線維形成が発達し、安定した不溶性の細胞外マトリックスが形成される。

### 血漿フィブロネクチン
図1に示すように、血漿フィブロネクチンは、ほぼ同一の2本のフィブロネクチン単量体（サブユニット）ポリペプチド鎖がC末端でジスルフィド結合により結合した二量体である。当初、血漿フィブロネクチンは、二量体の状態で機能していると思われていたが、そうではないことがわかってきた。機能する時は、活性化され、細胞性フィブロネクチンと同じような多量体になることがわかってきた。
2007年、組織に沈着しているフィブロネクチンの半分は血漿フィブロネクチン由来であると報告された。

## 遺伝子欠損マウス
1993年、米国・マサチューセッツ工科大学のリチャード・ハインズの研究室が、遺伝子ノックアウトの手法でフィブロネクチン遺伝子欠損マウスの作成に成功した。フィブロネクチン遺伝子を不活化させた胚は初期の段階で死んだので、フィブロネクチンは胚発生に必要なタンパク質ということになる。
フィブロネクチンは胚発生の時期においても細胞接着と移動の誘導に重要な働きをする。哺乳類の発生では、フィブロネクチンが欠損すると中胚葉、神経管、血管の発達に欠陥が生じる。両生類でも同様にフィブロネクチン・マトリックスが欠損すると中胚葉形成が異常になり、原腸形成が阻害される。
特定の組織あるいは特定の時期に遺伝子を不活化する条件的ノックアウト法も使用されている。一例をあげると、出生後の乳腺上皮のフィブロネクチン遺伝子を不活化した実験では、肺胞小葉の発達が異常になった。フィブロネクチンからインテグリンβ1を介した焦点接着キナーゼ（focal adhesion kinase）の経路が不活化したためだと思われる。

## 機能
フィブロネクチンは、in vitroで、細胞の接着、成長、移動、分化を促進することから、in vivoで、細胞の細胞外マトリックスへの接着、結合組織の形成・保持、創傷治癒、胚発生での組織や器官の形態・区画の形成・維持など、脊椎動物の正常な生命機能を支える多くの機能があると考えられている。

### 細胞接着・伸展

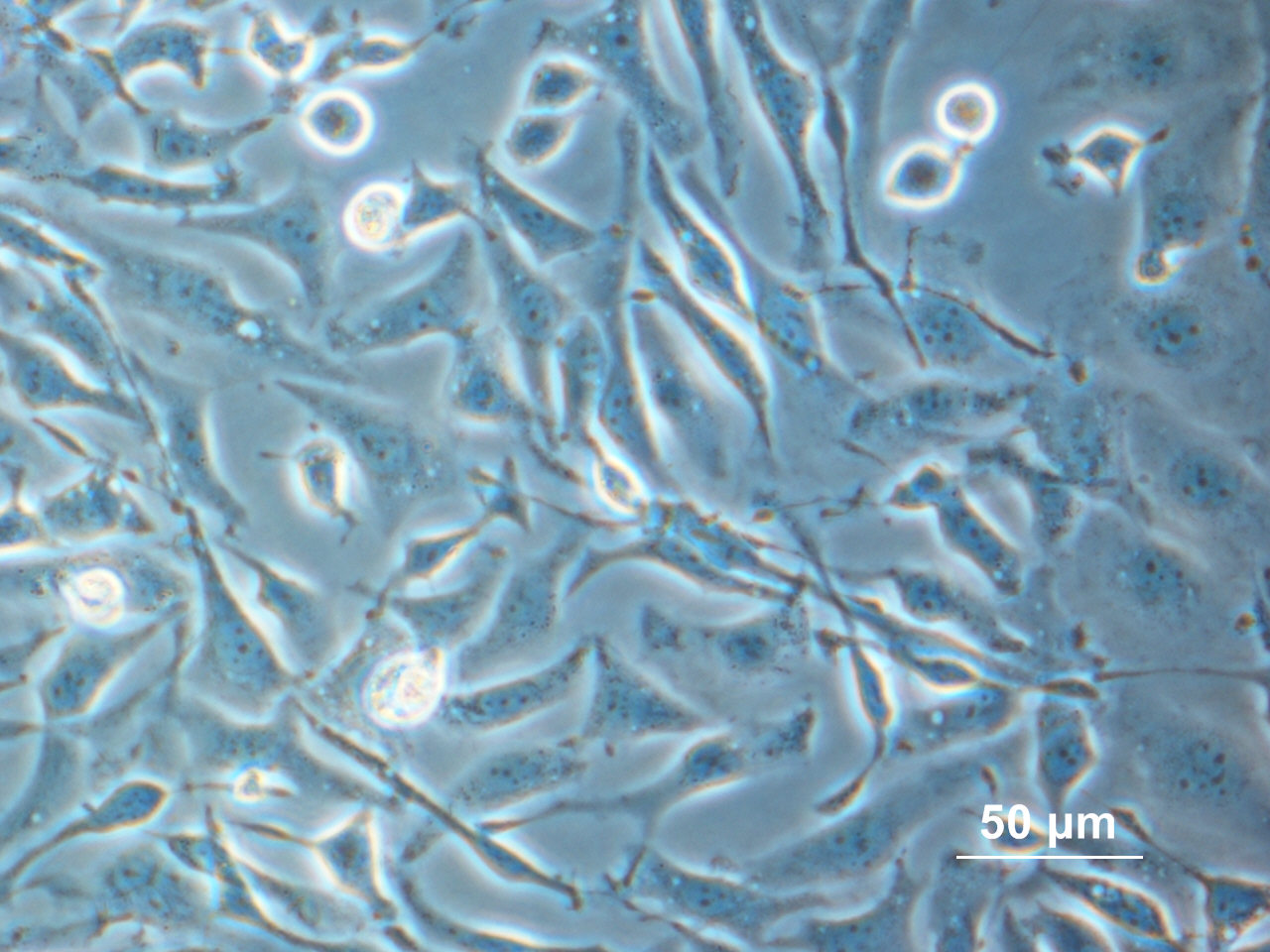
図5.多数の培養細胞。
ほとんどの細胞は伸展している（ネズミ色、三角形-五角形の形状）。白く光っている細胞は伸展していない（丸い球形）。フィブロネクチンをコートしたプラスチック上への細胞伸展像ではないが、代用として示す。

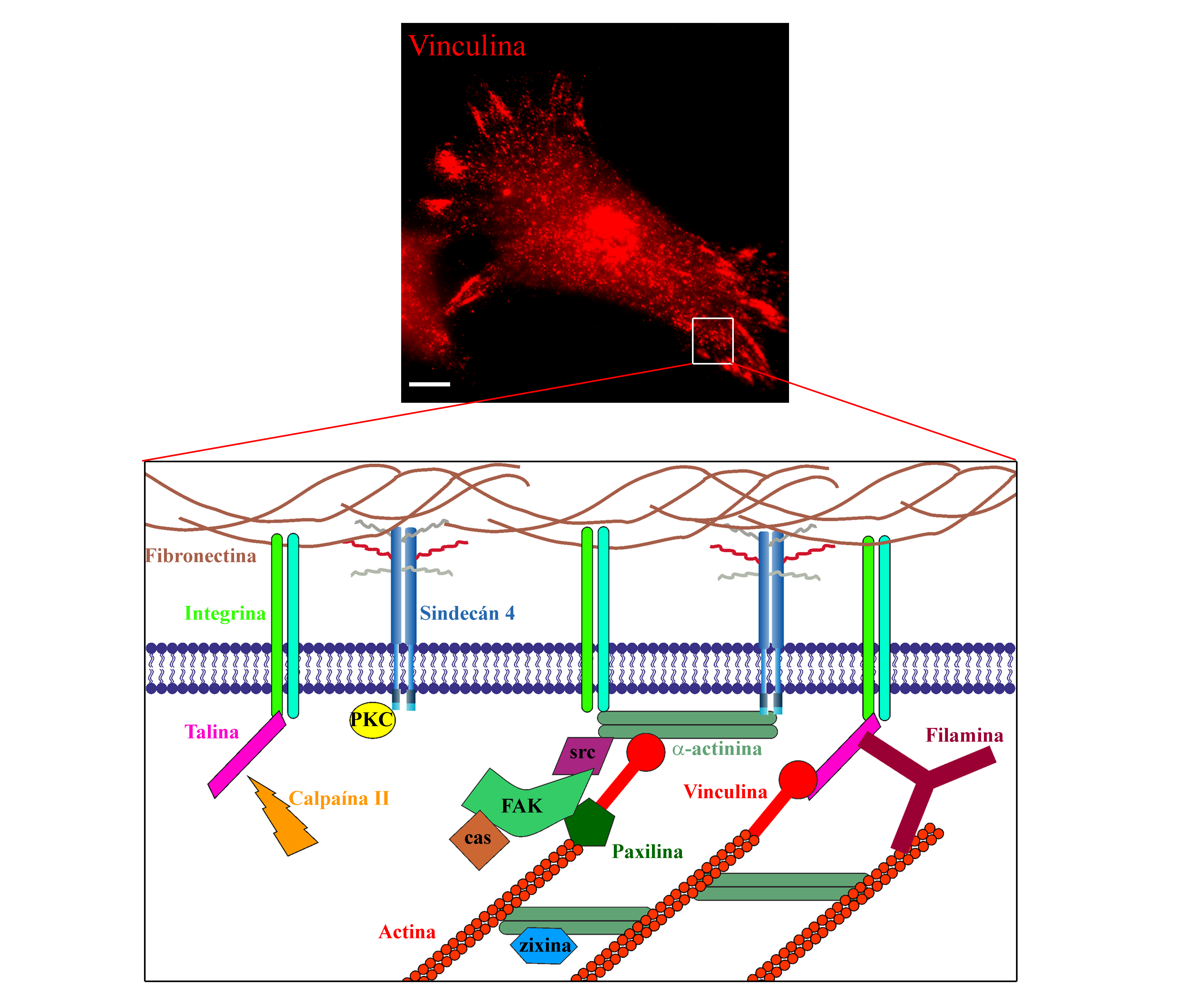
図6.焦点接着(focal adhesion)。図中の文字はスペイン語。
上図は伸展した1つの細胞。中央の赤色は核で、他の斑点は多数の焦点接着である。下図は焦点接着のモデルで、焦点接着の細胞外にフィブロネクチン（茶色の波線）があり、多数のインテグリン（緑色）が密集（クラスタリング）し（図では密集していない）、細胞膜裏打ちタンパク質が集積し、細胞内にアクチン線維（斜めの3本の赤色）が配向する。

フィブロネクチンのいろいろな機能は、細胞接着・細胞伸展を促進することが根源である。
まず、in vitroでの細胞接着・細胞伸展のようすを述べよう。
前述したように、1970年代後半、欧米のいくつかの研究室が、フィブロネクチンの細胞接着活性を、独立に同時に発見した。代表例をあげると、1976年、米国・NIH・国立がん研究所のケネス・ヤマダがフィブロネクチンの細胞接着活性を発見した。
細胞接着活性を簡便・容易で定量的に測定する方法も確立した。フィブロネクチン溶液を培養皿や6穴〜96穴マイクロプレートに入れ、1時間ほど室温放置すると、微量のフィブロネクチンが容器（培養皿やマイクロプレート）の底面に吸着する。その上に、生きた培養細胞をまくと、60〜90分で、細胞は容器底面に接着し、丸い球形の細胞が伸展し、三角形-五角形の形状になる（細胞伸展）（図5）。フィブロネクチンをまかない容器（対照実験）では細胞は丸い形状のままである。必要なら細胞を固定・染色し、顕微鏡下で、全細胞中の伸展した細胞数を数え、細胞接着活性を数値化する。
細胞接着・伸展に必要な条件は、溶液中の二価カチオン（Ca++ 、Mg++）、中性pH、30-37 ℃という生体内の通常の条件である。タンパク質合成阻害剤や核酸合成阻害剤を加えても接着・伸展する。フィブロネクチンの糖鎖および細胞表面の糖鎖は接着に関与していない。
この定量的な測定法で、フィブロネクチンは1 μg/mLの低濃度で細胞接着活性を示す。この数値は血漿中のフィブロネクチン濃度の数百分の1なので、血漿中のフィブロネクチンのごく一部が組織に接着するだけで、細胞接着が引き起こされると推定された。このことも、血流中のフィブロネクチンは不活性なフィブロネクチンの貯蔵庫で、必要な時に、必要な組織にホンの少し沈着し活性化されるという考え方に合致する。
プラスチック上のフィブロネクチンに接着・伸展するメカニズムは、細胞膜貫通タンパク質でフィブロネクチン・レセプター・タンパク質であるインテグリンがフィブロネクチンのRGD配列に結合するのが最初のステップである。その後、細胞膜上にインテグリン分子が多数会合し、斑点を形成する。これが、接着構造の1つである焦点接着 (focal adhesion) である。焦点接着にはビンキュリンなどたくさんの細胞内タンパク質（細部膜裏打ちタンパク質）が関与・会合し、細胞内で細胞骨格のアクチン線維が配向し、細胞が伸展する（図6）。
細胞接着・伸展のin vivoの役割は、単純な「接着」である。つまり、細胞の細胞外マトリックスへの接着で、そのことで、結合組織の形成・保持、胚発生での組織や器官の形態・区画の形成・維持に機能している。

### 細胞移動

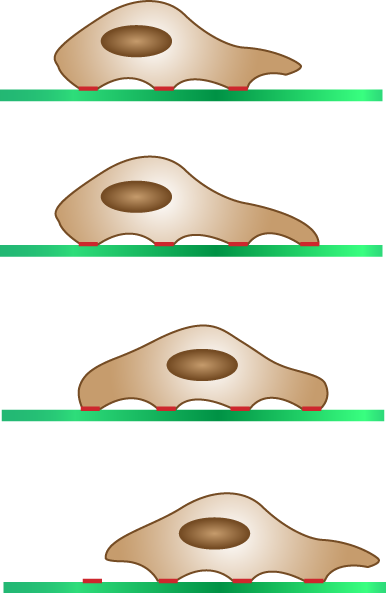
図7．in vitroでの細胞移動（左から右に）。4つの図は以下の細胞移動の過程を示している。
1. 細胞質を前方に伸張（extension）
2. 伸張した細胞質が新たに接着（adhesion）
3. 細胞全体が位置を変える（translocation）
4. 細胞の最後端の接着部分をはずす（de-adhesion）

In vitroでは、図7に示すように、4段階で細胞は移動する（ここでは、左から右への移動を示す）。
1. 細胞質を前方に伸張（extension）
2. 伸張した細胞質が新たに接着（adhesion）
3. 細胞全体が位置を変える（translocation）
4. 細胞の最後端の接着部分をはずす（de-adhesion）

細胞が移動するには、着脱できる接着が必要である。
フィブロネクチンはこの着脱できる接着を提供している。1978年、米国・NIH・国立がん研究所のケネス・ヤマダがフィブロネクチンの細胞接着活性を発見した。マウスSV1細胞の小さなかたまりをフィブロネクチンをコートした培養皿、あるいはコートしてない培養皿の上に置いた。24時間後、フィブロネクチンをコートしてない培養皿では、細胞のかたまりはもとのままであったが、フィブロネクチンをコートした培養皿では、細胞は移動し、分散していた。同年、米国・マサチューセッツ工科大学のリチャード・ハインズもフィブロネクチンの細胞移動活性を発見した。
細胞移動のin vivoの役割は、生体内での細胞移動そのものである。神経堤細胞(neural crest cell)、生殖細胞(germ cell)、筋細胞(muscle cell)は、発生の初期段階で移動する。
神経堤細胞を例に説明すると、神経堤細胞が生体内で移動する道筋にフィブロネクチンがある。その移動は、フィブロネクチンとインテグリンの結合を特異的に阻害するRGDペプチドで阻害される などから、生体内で、神経堤細胞はフィブロネクチンの敷かれた道を移動するとされた。

### 分化
フィブロネクチンは、細胞接着、細胞移動を担い、細胞外マトリックスという細胞環境を提供することから、いろいろな細胞の分化にも関与していると考えられる。ここでは、軟骨形成 (chondrogenesis) の例を挙げる。
間葉細胞（mesenchymal cell）が前軟骨凝集を経て軟骨に分化する軟骨形成の全過程にフィブロネクチンが存在し、コラーゲンやアグリカンと相関しながら分化に寄与している。フィブロネクチンを異常にすると軟骨形成は正常に進行しない。

## 病気・医薬品

### がん
フィブロネクチンは、1973年、培養細胞の細胞のがん化に伴い細胞表面から消失する糖タンパク質として発見された。そのことから、腫瘍由来の培養細胞の形態が、フィブロネクチン発現の減少や分解が原因と考えられている。
1つの注目するアイデアが広範囲に追及されたのはRGDペプチドによるがん転移阻止である。1986年、GRGDSペプチドが、マウスの悪性黒色腫細胞の実験的がん転移を抑制すると報告された。その後、がん転移を抑制する画期的な医薬品の開発につながるとして、膨大な研究がなされたものの、がん転移の予防として臨床的に使用されるには至っていない。
フィブロネクチンはがん化に関係している報告はいくつもある。肺がん特に非小細胞がん（悪性度の高い小細胞がんを除いた扁平上皮がん、腺がん、大細胞がんなど）ではフィブロネクチンの発現が増加している。肺がん細胞のフィブロネクチンへの接着によって発がん性は促進される。
しかし、確実なのは、EIIIAとEIIIBを持つフィブロネクチンが腫瘍部位で増加すること程度で、2014年現在、がんの予防・診断・治療に臨床的に応用している現実はない。

### 血液凝固
フィブロネクチンという名称以前に寒冷不溶性グロブリンと呼ばれた時代の1970年、血漿中濃度は0.3 mg/mLlだが、血清中濃度が0.2 mg/mLなので、凝固に伴って減少すると推定された。その後、フィブロネクチンはフィブリノーゲンやフィブリンと結合すること、血小板とコラーゲンとフィブロネクチンの会合の発見などから、血液凝固を促進する因子として確立したように思えた。
しかし、現在の知見では、フィブロネクチンは通常の血液凝固には関与しない。血管再構築、アテローム性動脈硬化症、心臓修復など疾患部位の時の血栓症に関与している。

### 創傷治癒

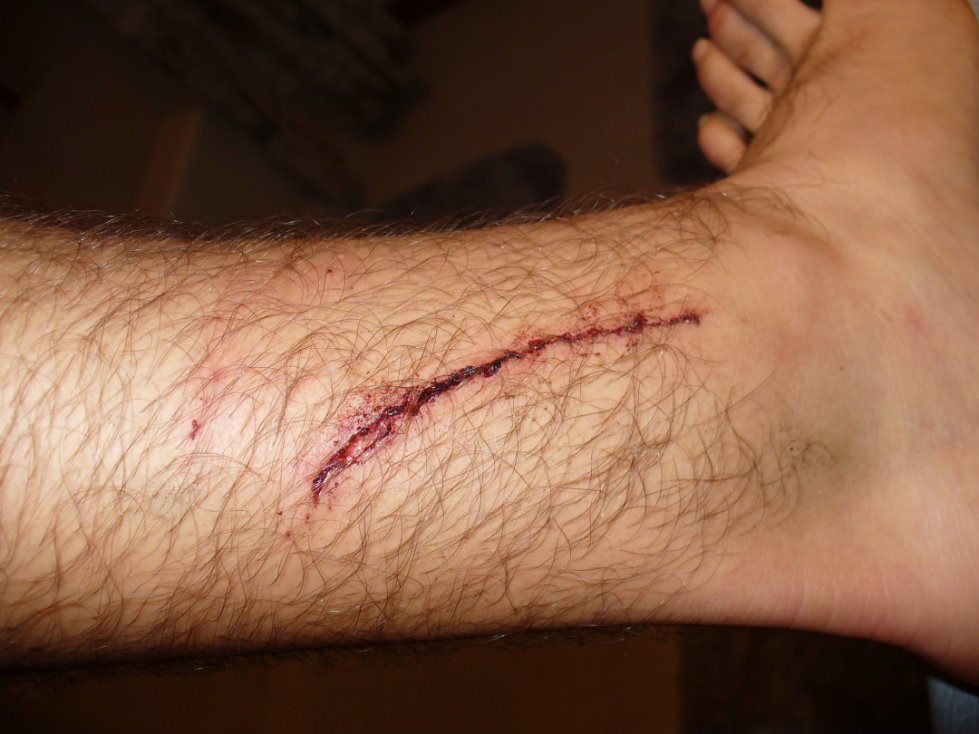
図8.足の皮膚の創傷

フィブロネクチンの細胞接着、細胞移動、血液凝固、細胞外マトリックス形成機能を考えれば、フィブロネクチンが創傷治癒に重要な役割を果たしているのは容易に想像がつく。
In vitroで、集密的な培養細胞層を一定の幅で上から下に削り、削られた部分を創傷ととらえ、周囲の細胞が移動し修復するのを創傷治癒とする実験系がある（動画1）。実験的創傷治癒と呼ぶ。この時、フィブロネクチンありなしで実験すると、フィブロネクチンありの方が有意に創傷治癒の速度が速い。
In vivoでは、血液中の血漿フィブロネクチンが、傷害部位（図8）にすぐに作用する。血漿フィブロネクチンはフィブリンとともに傷害部位に沈着し、凝血塊を形成して出血を止め、その下にある組織を保護する。傷害組織の修復が始まると、線維芽細胞とマクロファージは傷害された区域の再構成（リモデリング）のために、応急的に作られた凝血塊のタンパク質を分解してより周囲の正常な組織に似た細胞外マトリックスで置き換える。線維芽細胞は種々のタンパク分解酵素を分泌するが、そのうちのマトリックスメタロプロテアーゼ（MMP）は血漿フィブロネクチンを分解し、さらに線維芽細胞によって分泌された細胞性フィブロネクチンが不溶性の細胞外マトリックスに集積する。
マトリックスメタロプロテアーゼによって分解されたフィブロネクチンの断片は、創傷治癒の重要な過程である創傷収縮を促進することが示唆されている。フィブロネクチンの断片化によってα4β1インテグリン結合部位である可変領域が暴露される。この断片化フィブロネクチンがα4β1インテグリン発現細胞の結合を促進し、それらの細胞どうしの接着や周辺の細胞外マトリックスの強制的な収縮を可能にすると考えられる。

### 目薬
部位を眼の角膜損傷に限定した上記の創傷治癒の一例である。臨床的に実施されている。目薬としての開発も一時期行われた。
1980年代、大阪大学医学部眼科の西田輝夫は、フィブロネクチンがウサギの眼の角膜の損傷部位に現れることをヒントに、血漿フィブロネクチンの点眼で角膜損傷が治癒することを発見した。
ヒトに応用するには、ヒト血液に含まれるウイルスに対処しなくてはならない。患者本人の血液を出発材料に用いて、数時間で血漿フィブロネクチン点眼薬を作る装置を開発し、この問題を解決した。
角膜の傷は、外傷のほか、角膜ヘルペス感染、糖尿病による神経障害で角膜の表面が損なわれる糖尿病角膜症、三叉（さんさ）神経の手術後のまひ、コンタクトレンズによる障害と、多様な原因で生じる。軽い傷なら、体内にあるフィブロネクチンの作用などで多くは治るが、感染や神経障害が長引くと治りづらくなる。自己血による点眼治療は、この成分を補って治癒を促す。

 山口大学病院で、2000年4月から2005年3月までに点眼治療した249例では、202例（81%）に効果がみられた。障害の種類によっても効果に差があり、ヘルペス感染や糖尿病神経障害で角膜表面が損なわれた場合（有効率74%）に比べ、外傷性（同94%）などには効果が高かった。（角膜の傷治療-自己血成分点眼が効果 読売新聞 2006年11月24日）、新聞掲載記事2｜山口大学医学部附属病院眼科
西田の発見に基づいて、日本ケミカルリサーチ社がウイルスを不活化させたフィブロネクチン目薬を開発し、臨床試験を進めていた。しかし、ヒト血漿の原料を多量に調達するのが困難で、他方、患者から採血し調製する方がよい品質が得られることから、2004年に開発を中止した。厚生労働省・薬事・食品衛生審議会医薬品第一部会もこの開発中止を了承した。現在、特定の眼科医が、患者本人の血液からフィブロネクチン点眼薬を調製し治療に用いている。

### その他
- 感染予防
  - フィブロネクチンは正常なヒトの唾液中にも存在し、口腔や咽頭で病原細菌が増殖するのを防いでいる[94]。
- アルコール性肝疾患
  - 健康時の生体内では血漿フィブロネクチンと細胞性フィブロネクチンの均衡が保たれている。しかし、アルコール性肝疾患で肝臓に障害が起こると、均衡が崩れ、細胞性フィブロネクチンが増加し、この増加がさらに障害を増幅する[63]。
- アテローム性動脈硬化症
- 心臓肥大

## 応用・医薬品

### フィブロネクチン検査
早産の危険性の検査法である。膣分泌液中の胎児性フィブロネクチンを測定することで、それまで曖昧だったヒト妊婦の早産の危険性を的確に検査できる。

### 遺伝子技術関連
遺伝子組換え技術の1つに利用されている。今まで述べてきたように、フィブロネクチンは哺乳類の細胞に接着する。レトロウイルスベクターがフィブロネクチンのヘパリン結合ドメインに結合することを利用し、レトロウイルスベクターを哺乳類細胞の細胞表面にひきつけ、哺乳類細胞へ効率よく遺伝子を導入する方法が開発され、「RetroNectin」（商品名）としタカラバイオ株式会社から市販されている。
さらには、伝令RNA(mRNA)を哺乳類細胞に導入するのにもフィブロネクチンが利用されている。

### その他
- モノボディ（英語版） (Monobody)、フィブロネクチンIII型ドメインをベースにした人工的な機能性接着材料
- RDGペプチド。

### 動画
- Basic modular structure of fibronectin.avi - YouTube 動画（音声なし）22秒 フィブロネクチンのモジュール構造 2013年8月14日閲覧
- Fibronectin - YouTube 動画（音声なし）33秒 フィブロネクチンの3次構造 2013年8月14日閲覧
- Fetal Fibronectin - YouTube 動画（英語）2分24秒 フィブロネクチンの3次構造 2013年8月14日閲覧